# Arnaudiella empetri
Arnaudiella empetri är en svampart som tillhör divisionen sporsäcksvampar, och som beskrevs av Birgitta Eriksson. Arnaudiella empetri ingår i släktet Arnaudiella, och familjen Microthyriaceae. Arten är reproducerande i Sverige.